# David de marbre (Donatello)
El David de marbre de Donatello és una escultura de l'etapa de joventut d'aquest gran artista. Data de 1408-1409, és de marbre blanc i mesura 191 d'altura, amb una base de 57,5 x 32 cm. Es conserva al Museu Nazionale del Bargello a Florència, a la mateixa sala que el famós David de bronze, l'obra de plena maduresa de l'artista.

## Història
El treball és un dels primers atribuïbles amb certesa a Donatello, que en aquest moment, tenia poc més de trenta anys, sovint va treballar per a l'Òpera del Duomo de Florència. L'encàrrec era per a la galeria del cor, una estructura octogonal al voltant de l'altar central que ara ja no existeix, va ser desmantellat al segle xix.

A qualsevol cas, el David ja no es trobava a la Catedral des del 1416, quan va ser comprada per la Signoria, per traslladar-ho al Palazzo Vecchio. Important és el significat polític que s'atribueix a David, com un símbol de caràcter indomable i llibertari de la República de Florència, que, com és lògic, també va encarregar a començaments del segle xvi, el famós David de Miquel Àngel. Té una inscripció al peu de l'escultura:

## Descripció

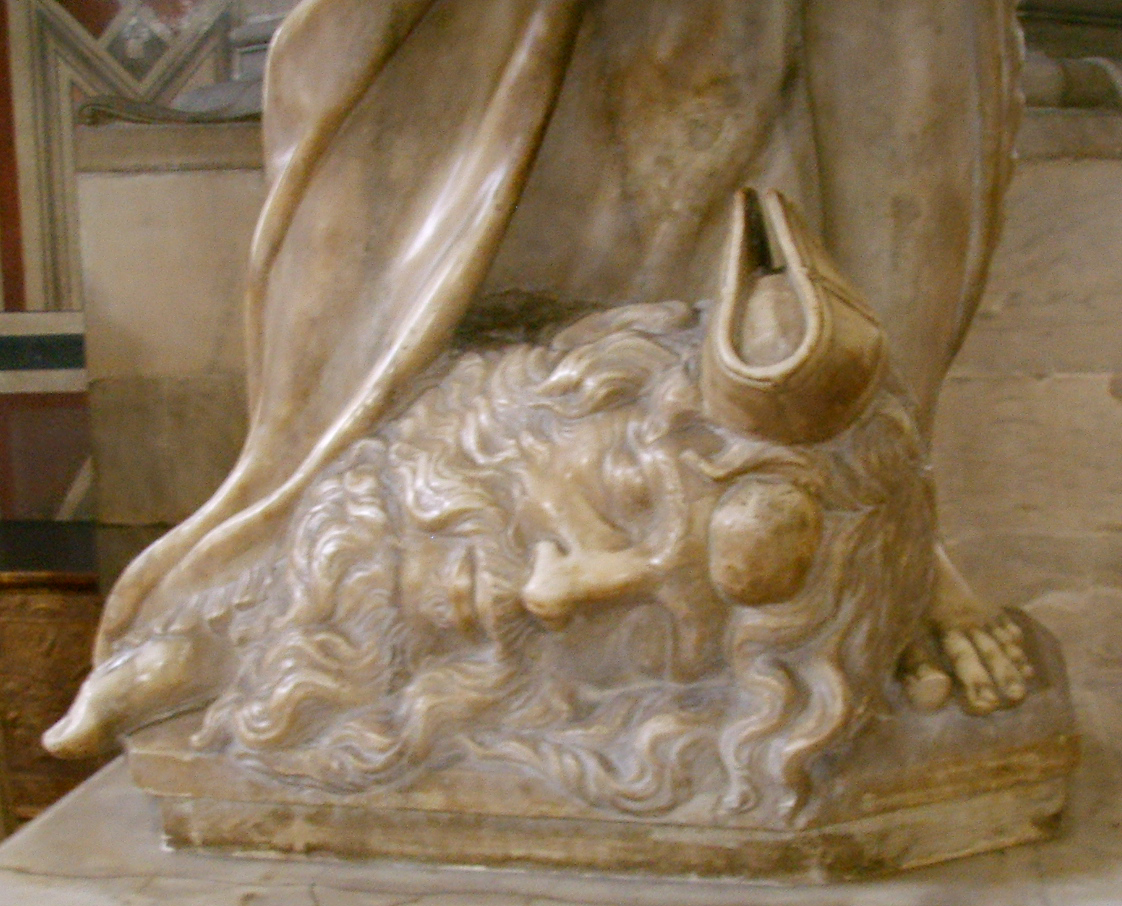
Detall del cap de Goliat

David està representat el moment de la victòria i immediatament després de la derrota del gegant Goliat, el cap del qual es troba als seus peus, amb la pedra encara enmig del front.
Els braços són desproporcionadament llargs, però ja s'han incorporat elements del repertori clàssic, com algun detall anatòmic realista: les mans, el tors, el seu cap coronat d'amarant (símbol profà). L'expressió del rostre és una mica inexpressiva, però el posat i l'actitud sembla expressar l'orgull de la seva consciència divina. El desplaçament del pes sobre la cama dreta amb el tors torçat cap al costat oposat, indica la intenció per crear un més gran dinamisme amb el clàssic contrapposto.